# Kakulin
Kakulin (prononciation : [kaˈkulin]) est un village polonais de la gmina de Skoki dans le powiat de Wągrowiec de la voïvodie de Grande-Pologne dans le centre-ouest de la Pologne.
Il se situe à environ 7 kilomètres à l'est de Skoki (siège de la gmina), 14 kilomètres au sud de Wągrowiec (siège du powiat), et à 39 kilomètres au nord-est de Poznań (capitale de la Grande-Pologne).
Le village possédait une population de 226 habitants en 1993.

## Histoire
De 1975 à 1998, le village faisait partie du territoire de la voïvodie de Poznań.

Depuis 1999, Kakulin est situé dans la voïvodie de Grande-Pologne.